# Pinealocyt

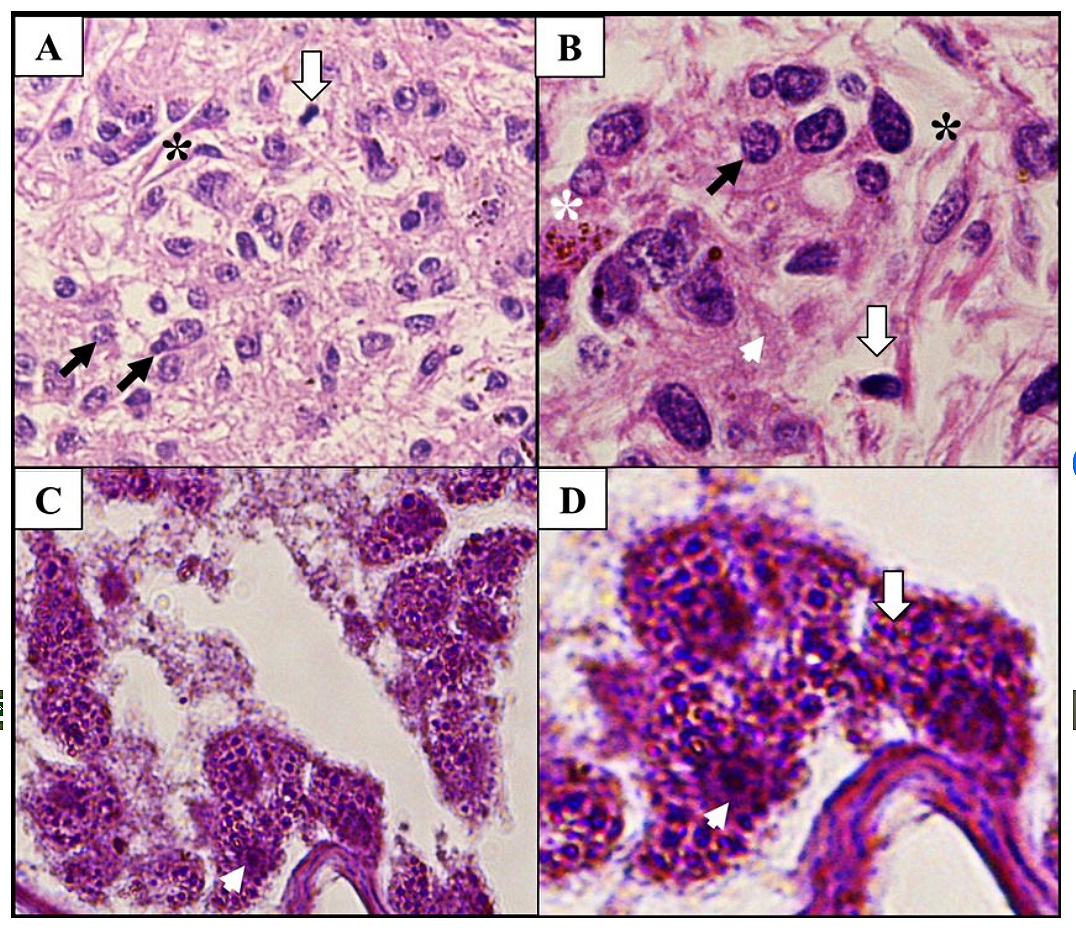
Pijnappelklier van roodhandbrulaap. (A) algemeen histologisch beeld, met pinealocyten gerangschikt in onregelmatige strengen (zwarte pijlen), aanwezigheid van bloedvaten (asterisk), astrocytachtige gliocyt (witte pijl). HE, 200x. (B) pinealocyt (zwarte pijl), astrocytachtige gliocyt (witte pijl), neuropyle (witte pijlpunt) (De cytoplasmatische uitlopers van deze twee cellen vormen een netwerkachtige structuur tussen de cellen, de neuropyle genoemd), bloedvat (zwarte asterisk) en pigmentatie (witte asterisk). HE, 400x. (C) Kern van pinealocyt (witte pijlpunt) en cytoplasmatische granula. PAS, 400x. (D) Kern van pinealocyt (witte pijlpunt) en melaninegranula in het cytoplasma (witte pijl).

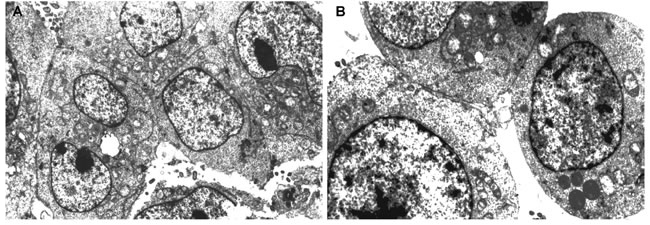
De ultrastructuur van pinealocyten (A) en thymocyten (B) van ouderen.

Pinealocyten zijn de belangrijkste cellen in de pijnappelklier, gelegen achter het derde ventrikel en tussen de twee hersenhelften. Ze zijn relatief groot, hebben dunne uitlopers en pleomorfe celkernen die meerdere nucleoli bevatten. De primaire functie van de pinealocyten is de secretie van het hormoon melatonine, belangrijk in de regulering van het circadiaan ritme.  Ze geven melatonine direct af aan het hersenvocht. Via het hersenvocht wordt het vervolgens in de bloedbaan opgenomen.
Bij mensen communiceert de nucleus suprachiasmaticus van de hypothalamus de boodschap van de duisternis aan de pinealocyten en reguleert als gevolg daarvan de dag- en nachtcyclus. Er is gesuggereerd dat pinealocyten afkomstig zijn van lichtgevoelige cellen. Onderzoek heeft ook de afname van het aantal pinealocyten door apoptose aangetoond naarmate de leeftijd van het organisme toeneemt.
Er kunnen twee soorten pinealocyten onderscheiden worden op basis van bepaalde eigenschappen, waaronder vorm, aanwezigheid of afwezigheid van instulping van het kernmembraan, samenstelling van het cytoplasma en histologische kleuringsintensieteit.

## Lichte pinealocyten (type I)
Lichte pinealocyten zien er onder een lichtmicroscoop lichter uit. Deze cellen zijn rond of ovaal en hebben een diameter variërend van 7 tot 11 micrometer. Lichte pinealocyten komen doorgaans talrijker voor bij zowel kinderen als volwassenen dan donkere pinealocyten. Ze worden ook beschouwd als de meest actieve cel vanwege de aanwezigheid van een bepaalde celinhoud, waaronder een hoge concentratie mitochondriën. Verder is er een toename van het aantal lysosomen en dichte granula (korrels) in de cellen naarmate het organisme ouder wordt, wat mogelijk wijst op het belang van autofagie in deze cellen.[6] Uit onderzoek is ook gebleken dat lichte pinealocyten de neurotransmitter serotonine bevatten, die later wordt omgezet in melatonine, het belangrijkste hormoon dat door de pijnappelklier wordt afgescheiden.

## Donkere pinealocyten (type II)
Donkere pinealocyten zien er onder een lichtmicroscoop donkerder uit, doordat ze pigment in hun cytoplasma hebben. Het zijn  ronde, ovale of langwerpige cellen met een diameter van ongeveer 7-11,2 micrometer. De kern van een donkere pinealocyt bevat veel instulpingen die grote hoeveelheden ruw endoplasmatisch reticulum en ribosomen bevatten. In deze donkere cellen van de pijnappelklier is ook een overvloed aan haarcellen en centriolen aangetroffen.[7] Uniek voor donkere pinealocyten is de aanwezigheid van vacuolen die twee membraanlagen bevatten. Lichte pinealocyten bevatten serotonine en donkere pinealocyten melatonine. Er wordt gedacht dat ze vergelijkbare kenmerken hebben met endocriene- en zenuwcellen.

## Lintsynapsen

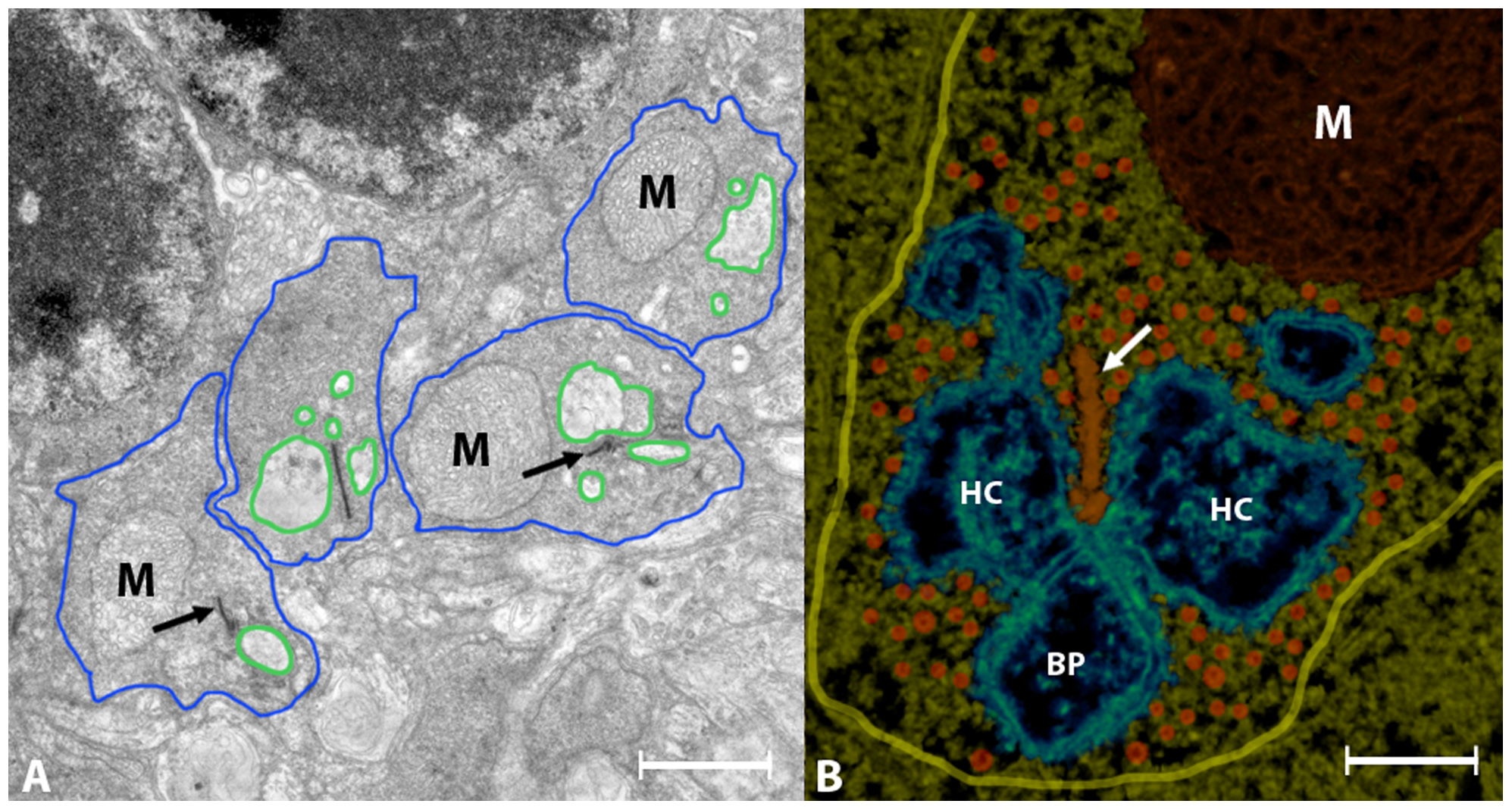
Lintsynapsen (pijlen) bij het netvlies van de muis

De lintsynaps is een type neuronale synaps dat wordt gekenmerkt door de aanwezigheid van een elektronendichte structuur, het synaptische lint, dat de vesikels dicht bij de actieve zone houdt. Het wordt gekenmerkt door een nauwe koppeling tussen vesikels en calciumkanalen die een snelle afgifte van neurotransmitters en aanhoudende signaaloverdracht bevordert. Lintsynapsen ondergaan een cyclus van exocytose en endocytose als reactie op geleidelijke veranderingen in het membraanpotentiaal.
Lintsynapsen kunnen met behulp van elektronenmicroscopie in pinealocyten worden waargenomen. Lintsynapsen worden aangetroffen in pinealocyten bij zowel kinderen als volwassenen, maar niet bij menselijke foetussen. Onderzoek bij ratten heeft meer informatie over deze organellen opgeleverd. Het karakteristieke eiwit van lintsynapsen is RIBEYE, zoals blijkt uit licht- en elektronenmicroscopie.[9] Bij lagere gewervelden (Anamniota) dienen lintsynapsen als een fotoreceptief orgaan, maar bij hogere gewervelden (Amniota) vervullen ze secretoire functies binnen de cel. De aanwezigheid van eiwitten zoals Munc13-1 (mammalian uncoordinated-13-1) geeft aan dat ze belangrijk zijn bij de afgifte van neurotransmitters. 's Nachts lijken de lintsynapsen van ratten groter en licht gebogen, maar overdag lijken ze kleiner en staafvormig.

## Evolutie van pinealocyten
Een gangbare theorie over de evolutie van pinealocyten is dat ze zijn geëvolueerd uit fotoreceptorcellen. Er wordt gespeculeerd dat de pinealocyten bij voorouderlijke gewervelden dezelfde functie vervulden als fotoreceptorcellen, zoals netvliescellen; bij veel niet-zoogdierlijke gewervelden zijn de pijnappelkliercellen in het netvlies nog steeds actief fotoreceptief, hoewel deze cellen niet bijdragen aan een visueel beeld. Er bestaan structurele, functionele en genetische overeenkomsten tussen de twee celtypen. Structureel ontwikkelen beide zich tijdens de embryonale ontwikkeling vanuit het hersengebied dat het diëncephalon wordt genoemd. Beide celtypen hebben vergelijkbare kenmerken, waaronder trilhaartjes, geplooide membranen en polariteit. Functioneel bewijs voor deze evolutietheorie is te vinden bij niet-zoogdierlijke gewervelden. Het behoud van de lichtgevoeligheid van de pinealocyten van prikken, vissen, amfibieën, reptielen en vogels, en de secretie van melatonine door sommige van deze lagere gewervelden, suggereert dat zoogdierlijke pinealocyten ooit als fotoreceptorcellen hebben gediend. Onderzoekers hebben ook de aanwezigheid van verschillende fotoreceptoreiwitten in het netvlies aangetoond in de pinealocyten van kip en vis. Genetisch bewijs toont aan dat fototransductiegenen die tot expressie komen in de fotoreceptoren van het netvlies ook aanwezig zijn in pinealocyten.
Meer bewijs voor de evolutie van pinealocyten uit fotoreceptorcellen zijn de overeenkomsten tussen de lintcomplexen in de twee celtypen. De aanwezigheid van het eiwit RIBEYE en andere eiwitten in zowel pinealocyten als sensorische cellen (zowel fotoreceptoren als haarcellen) suggereert dat de twee cellen evolutionair aan elkaar verwant zijn. Verschillen tussen de twee lintsynapsen bestaan in de aanwezigheid van bepaalde eiwitten, zoals ERC2, en de distributie van eiwitten binnen de complexen van elke cel.

## Verkalking
Bij pinealocyten komt intracellulaire verkalking voor. Verkalking van de pijnappelklier brengt de melatonineproductie bij mensen in gevaar en lijkt een directe invloed te hebben op neurodegeneratieve ziekten en veroudering.
Een hoofdbestanddeel van verkalking van de pijnappelklier is hydroxyapatiet [Ca5(PO4)3OH], het belangrijkste structurele element van botten van gewervelden. De molaire Ca/P-verhouding in pijnappelkliercalcificaties is vergelijkbaar met die van glazuur en dentine. De aard en kristalliniteit van het anorganische weefsel van de pijnappelkliercalcificaties doen denken aan een fysiologisch in plaats van een pathologisch ossificatietype met kenmerken die zich tussen glazuur en dentine bevinden.